# Зеленотелки

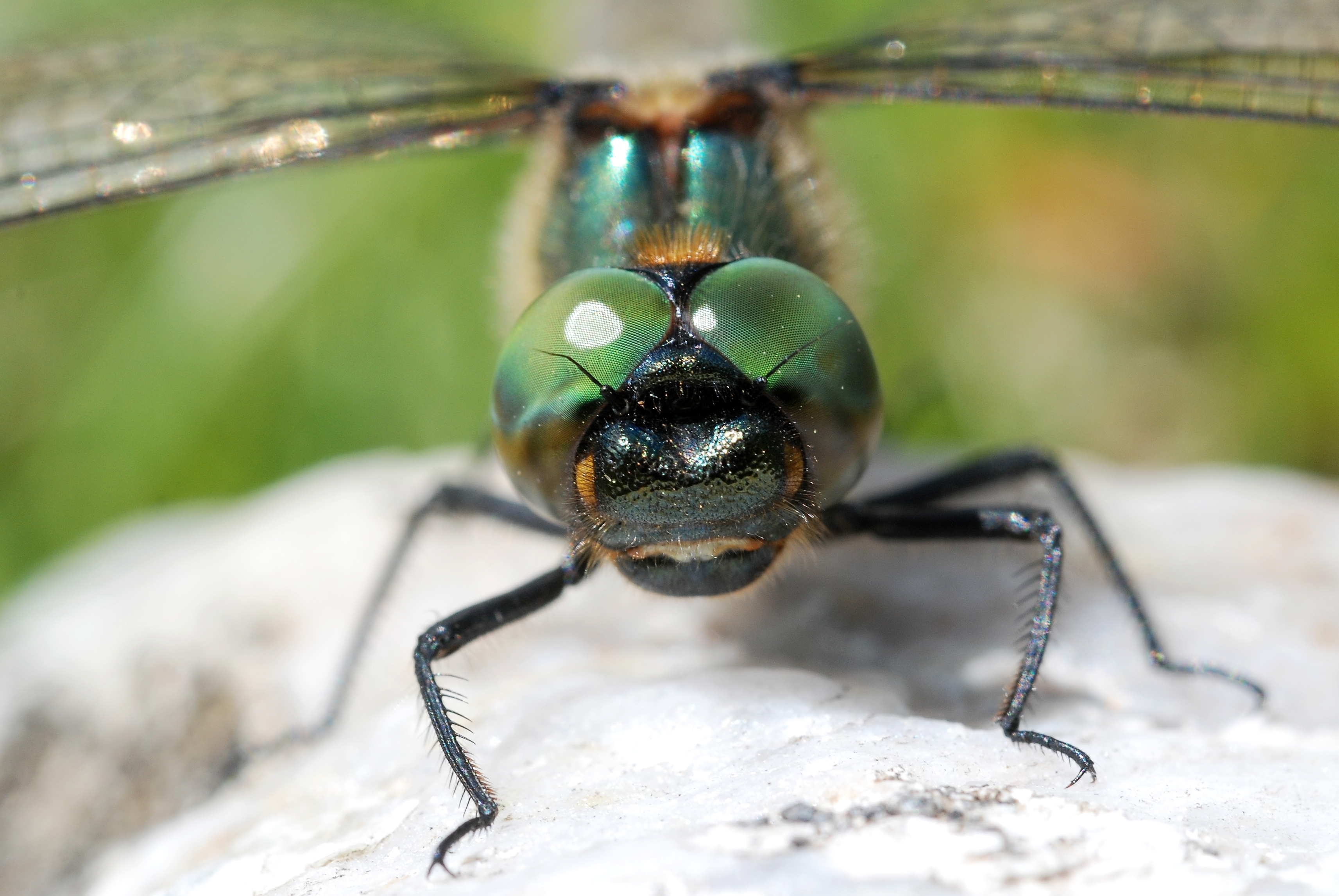
Somatochlora alpestris

Зеленотелки, или бабки-зеленушки (лат. Somatochlora) — род стрекоз из семейства Corduliidae.

## Распространение
Виды рода распространены преимущественно в пред-арктической зоне Северной Америки, Европы и Азии, но также отдельные их виды можно встретить в южной Индии (S. daviesi), на Тайване (S. dido) и в Японии. Некоторые из них относятся к наиболее «северным» видам стрекоз, обитающих в зонах вечной мерзлоты и поэтому их образ жизни, развитие и физиология (в том числе защита личинок от замерзания) соответствует суровым условиям Севера.
Описаны 43 вида этого рода стрекоз, из них в Канаде обитает 17. В Европе живёт 7 видов Somatochlora, в том числе на территории восточной части России — 3. В Японии обитает также 7 видов, однако эндемичным для этой страны является только Somatochlora clavata, остальные встречаются и в других странах Восточной Азии.
Доказано существование стрекоз семейства Corduliidae по крайней мере на протяжении 65 миллионов лет — благодаря обнаруженным останкам Molecordulia karinae в слоях палеоцена Дании. Также и Somatochlora alpestris, принадлежавшая к роду Somatochlora обнаружена в породах миоцена Болгарии возрастом от 5 до 24 миллионов лет.
Два вида из рода Somatochlora (S. margarita и S. borisi) указаны в международной Красной книге как «находящиеся в опасности» («vulnerable»). Первый из них обитает на небольшой территории, находящейся в двух штатах США, второй был лишь недавно обнаружен (в 2001 году) в регионе на стыке границ Греции, Турции и Болгарии.

## Описание
Стрекозы рода Somatochlora имеют величину от 39 и до 68 миллиметров. Туловище — тёмного цвета и отливающее металлическим блеском. На груди они покрыты густыми волосками. Половые различия неярко выражены; внешне они заметны лишь в том, что задняя часть туловища самок с яичниками, заполненными яйцами, имеет несколько иную, нежели у самцов, цилиндрическую форму.
Глаза личинки первоначально красно-коричневые; со временем они принимают светящийся изумрудный цвет — благодаря ему Somatochlora и получили своё название. Ножки стрекоз имеют чёрную или чёрно-серую окраску. Средние ножки у самцов практически полностью отсутствуют. Крылья как правило бесцветные и прозрачные, лишь у недавно вылупившихся самок они желтоватые либо серые. Основания крыльев бывают янтарного цвета.

## Образ жизни
Как и другие стрекозы, Somatochlora обитают вблизи водоёмов, однако в брачный период могут отдаляться от родных мест на значительные расстояния. В то же время, учитывая то разнообразие природных и климатических зон, в которых обитают различные виды этих насекомых, сложно выделить какие-либо ещё общие правила их поведения.
В период спаривания самцы у отдельных видов «охраняют» свою территорию от других самцов, а также от представителей других видов стрекоз. Самки откладывают яички в неглубокие, как правило с повышенной кислотностью, водоёмы либо непосредственно рядом с ними. Кислотность воды защищает вылупившихся личинок от различных врагов, в первую очередь от рыб. Личинки также зачастую становятся добычей для других видов стрекоз. Главным естественным врагом взрослых особей являются птицы.

## Классификация
Включает 42 вида
- Somatochlora albicincta
- Somatochlora alpestris
- Somatochlora arctica
- Somatochlora borisi
- Somatochlora brevicincta
- Somatochlora calverti
- Somatochlora cingulata
- Somatochlora clavata
- Somatochlora daviesi
- Somatochlora dido
- Somatochlora elongata
- Somatochlora ensigera
- Somatochlora filosa
- Somatochlora flavomaculata
- Somatochlora forcipata
- Somatochlora franklini
- Somatochlora georgiana
- Somatochlora graeseri
- Somatochlora hineana
- Somatochlora hudsonica
- Somatochlora incurvata
- Somatochlora japonica
- Somatochlora kennedyi
- Somatochlora linearis
- Somatochlora lingyinensis
- Somatochlora margarita
- Somatochlora meridionalis
- Somatochlora metallica
- Somatochlora minor
- Somatochlora nepalensis
- Somatochlora ozarkensis
- Somatochlora provocans
- Somatochlora sahlbergi
- Somatochlora semicircularis
- Somatochlora septentrionalis
- Somatochlora shanxiensis
- Somatochlora tenebrosa
- Somatochlora uchidai
- Somatochlora viridiaenea
- Somatochlora walshii
- Somatochlora whitehousei
- Somatochlora williamsoni

## Распространение
Встречаются преимущественно в Голарктике и Ориентальной области.